# Xenarcturus spinulosus
Xenarcturus spinulosus är en kräftdjursart som beskrevs av Mrs. Sheppard 1957. Xenarcturus spinulosus ingår i släktet Xenarcturus och familjen Xenarcturidae. Inga underarter finns listade i Catalogue of Life.